# Gastrozona selangorensis
Gastrozona selangorensis es una especie de insecto del género Gastrozona de la familia Tephritidae del orden Diptera.

## Historia
Chua la describió científicamente por primera vez en el año 2003.